# Седлиська-Богуш
Седлиська-Богуш (пол. Siedliska-Bogusz) — село в Польщі, у гміні Бжостек Дембицького повіту Підкарпатського воєводства.
Населення — 1017 осіб (2011).
У 1975-1998 роках село належало до Тарновського воєводства.

## Демографія
Демографічна структура станом на 31 березня 2011 року:
|          | Загалом | Допрацездатний вік | Працездатний вік | Постпрацездатний вік |
| -------- | ------- | ------------------ | ---------------- | -------------------- |
| Чоловіки | 511     | 119                | 343              | 49                   |
| Жінки    | 506     | 107                | 283              | 116                  |
| Разом    | 1017    | 226                | 626              | 165                  |